# Marcellin Boule
Pierre Marcellin Boule (ur. 1 stycznia 1861 w Montsalvy, zm. 4 lipca 1942 tamże) – francuski geolog, paleontolog i paleozoolog.
Studiował geologię w Tuluzie. Był uczniem Louisa Larteta. Od 1893 do 1940 był redaktorem czasopisma "l'Anthropologie". W 1902 otrzymał stanowisko profesora w Muséum National d'Histoire Naturelle. W 1908 Boule jako pierwszy zrekonstruował kompletny szkielet neandertalczyka z La Chapelle-aux-Saints; badania ukończył w 1913. Badał zjawiska geologiczne i paleontologiczne z okresu czwartorzędu. W 1920 zorganizował Institut de Paléontologie Humaine w Paryżu, był też jego dyrektorem. W 1921 opublikował Les Hommes fossiles.
Boule otrzymał w 1933 roku Medal Wollastona.